# De oude bedelares
De oude bedelares is een sprookje uit Kinder- und Hausmärchen, de verzameling van de gebroeders Grimm, met als nummer KHM150. De oorspronkelijke naam is Die alte Bettelfrau.

## Het verhaal
Een oude bedelaarsvrouw zegt als ze iets krijgt: "Moge God het u lonen". Ze komt bij een deur en een vriendelijke kwajongen warmt zich aan een vuur en hij vraagt waarom ze zo staat te bibberen. Hij laat haar binnen, maar ze gaat te dicht bij het vuur staan en de oude vodden vliegen in brand. De jongen ziet het wel en vraagt zich af of hij het had moeten blussen. Als hij geen water had gehad, dan had hij moeten huilen en van al het water uit zijn lichaam waren er twee mooie beekjes gekomen.

## Achtergronden bij het verhaal
- Het sprookje komt uit Heinrich Stillings Jünglingsjahre (1778) van Johann Heinrich Jung-Stilling.
- Ook Odin komt als Grimnir in het vuur terecht, van iemand krijgt hij drinken. Maar Geirröd laat hem in het vuur en pas als hij merkt dat hij goddelijk is wil hij hem bevrijden, maar valt dan in zijn eigen zwaard.